# Agbagli Kossi
Pour les articles homonymes, voir Kossi (homonymie).
Agbagli Kossi est un sculpteur togolais représentatif de la tradition vaudou, né à Bè (un quartier de Lomé) en 1935, mort en 1991.
Ses petits personnages vaudou en bois peint le plus souvent avec de la laque rose, ont été exposés lors de la célèbre exposition les Magiciens de la terre et dans le cadre des expositions consacrées à la CAAC de Jean Pigozzi.

## Principales expositions
- 1989 : Les Magiciens de la terre, Musée national d'art moderne, Centre Georges-Pompidou, Grande halle de La Villette, Paris, France.
- 1991 : Africa hoy: obras de la contemporary African art collection/Africa now: Jean Pigozzi Collection, Centro Atlántico de Arte Moderno, Las Palmas De Gran Canaria, Espagne.
- 2003 : Correspondances Afriques, Iwalewahaus de l'université de Bayreuth, Bayreuth, Allemagne.
- 2008 : Mami Wata: Arts for Water Spirits in Africa and Its Diasporas, Fowler Museum at UCLA (en), Los Angeles, États-Unis.